# Magnat-l'Étrange
Magnat-l'Étrange este o comună în departamentul Creuse din centrul Franței. În 2009 avea o populație de 230 de locuitori.

## Evoluția populației
| An        | 1975 | 1982 | 1990 | 1999 | 2006 | 2009 |
| --------- | ---- | ---- | ---- | ---- | ---- | ---- |
| Populație | 384  | 318  | 245  | 212  | 229  | 230  |